# Brevipalpus edax
Brevipalpus edax är en spindeldjursart som beskrevs av De Leon 1961. Brevipalpus edax ingår i släktet Brevipalpus och familjen Tenuipalpidae. Inga underarter finns listade.